# Iodopovidona
Iodopovidona ou Povidona-iodo (PVPI) é um complexo químico, solúvel em água, de iodo com polivinilpirrolidona (PVP), com conteúdo de 9.0% a 12.0% de iodo ativo, calculado sobre uma base seca.
PVPI pode ser facilmente formulado como uma solução tópica anti-séptica (com surfactantes e/ou álcool), em aerossol ou unguento em concentrações de 7.5% a 10%. Estes produtos são vendidos relativamente livres (dependendo da legislação local) e usados em hospitais para limpeza e desinfecção da pele, no preparo pré-operatório e no tratamento de infecções sensíveis ao iodo.

## Soluções de iodopovidona
A solução comercialmente mais conhecida da iodopovidona é Povidine®, utilizada para a desinfecção de pequenos ferimentos. Também é utilizada na preparação da pele antes de uma operação cirúrgica por sua forte capacidade microbicida tópica de amplo espectro. A maioria dos produtos similares que são comercializados sem prescrição são uma solução de 10% de iodopovidona.
Apresenta a vantagem, frente a outros produtos baseados em iodo, que pode ser lavada logo que produza manchas.
As soluções de iodopovidona recebem o acréscimo de tensoativos (como o lauril-éter-sulfato de sódio) e agentes umectantes além de outros aditivos, como iodato de Potássio, fosfato dissódico, doadores de viscosidade (como as dietanolamidas de ácidos graxos) e acidificantes (como o ácido cítrico).